# Ananda Marga
Ananda Marga (sanskryt आनन्द मार्ग, trl. ānanda mārga) – ogólnoświatowa organizacja społeczno-duchowa założona w 1955 w Dźomalpurze, dystrykt Bihar, w ówczesnym Pakistanie Wschodnim (przed 1954 r. Bengal Wschodni, obecnie Bangladesz) przez Prabhata Ranjana Sarkara (1921–1990) znanego pod duchowym imieniem Shrii Shrii Anandamurti. Ananda Marga za swą misję uważa niesienie pomocy potrzebującym na drodze do osiągnięcia całkowitej samorealizacji. Mając na celu wspieranie duchowego rozwoju ludzkości, dąży do zbudowania struktur społecznych, w których fizyczne, psychiczne i duchowe potrzeby wszystkich ludzi mogą być zaspokajane. W swoich działaniach propaguje neohumanizm oraz kosmopolityzm.

## Główne siedziby
Główne siedziby Ananda Margi mieszczą się w Anandanagarze w Zachodnim Bengalu, w Ranći i w Kalkucie. Regionalne Biura znajdują się w Delhi, Tajpej, Nowym Jorku, São Paulo, Moguncji, Atenach, Nairobi.

## Historia
Do 1970 Ananda Marga działała głównie na terytorium Indii. Wówczas jednak została zakazana przez Indyjski rząd Indiry Gandhi. Prabhata Ranjana Sarkara oskarżono o udział w morderstwie. Sąd uznał go winnym i skazał na dożywotnie więzienie. Jednakże w 1978 r. po przegranych przez partię Indiry Gandhi wyborach proces wznowiono i oczyszczono go z zarzutów. Podczas pobytu w więzieniu P.R. Sarkara próbowano otruć. Przeżył jednak i na znak protestu aż do momentu jego uniewinnienia przez kolejne pięć i pół roku prowadził strajk głodowy, spożywając tylko niewielkie ilości płynów. Był to protest przeciwko niesprawiedliwemu i manipulacyjnemu wyrokowi. Po próbie otrucia P.R. Sarkar nigdy jednak nie powrócił do swej pierwotnej formy. Ananda Marga zakazana w Indiach przez tych kilka lat rozrosła się w prężnie działającą organizację, mającą wielu zwolenników na całym świecie.

## Filozofia
Podstawą ideologii Ananda Margi jest neohumanizm. Mówi on o traktowaniu na równi zarówno ludzi, jak i zwierząt, roślin a nawet materii nieożywionej, jako ekspresji Kosmicznej Świadomości (Boga). Tym, co odróżnia człowieka od innych istot, jest jego wysoce przejawiona świadomość i związane z tym dążenia do osiągnięcia Nieskończoności (Boga). Filozofia Ananda Margi widzi Boga, jako Jedność, a cały wszechświat, jako Jego manifestację – falowanie Kosmicznego Umysłu, które odbieramy jako fizyczną rzeczywistość. Umysły wszystkich istot tego wszechświata są połączone nierozerwalnie ze sobą i z Kosmicznym Umysłem. Dlatego niezmiernie istotne jest zrozumienie faktu, iż u podstaw zachowania równowagi tego świata jest zrozumienie, czym jesteśmy i dlaczego powinniśmy z miłością podchodzić do wszystkiego, co nas otacza. Filozofia Ananda Margi jest bardzo precyzyjna i szczegółowa.

### Pratik
Symbol Ananda Margi odzwierciedla motto organizacji - "samopoznanie i służenie innym." Gwiazda to w rzeczywistości dwa trójkąty. Trójkąt skierowany ku dołowi symbolizuje praktykę duchową, zagłębianie się we własne wnętrze i poszukiwanie odpowiedzi na pytanie "Kim jestem?" Z kolei trójkąt skierowany ku górze oznacza pracę dla innych, służenie społeczeństwu i światu. Gdy te dwa aspekty życia ludzkiego - aspekt wewnętrzny i aspekt zewnętrzny - pozostają ze sobą w równowadze, wówczas taka osoba osiąga sukces, który symbolizują słońce i swastyka.

## Praktyki duchowe
Ananda Marga oznacza "Ścieżkę Szczęścia". Praktyki Ananda Margi opierają się na jodze tantry w interpretacji Shrii Shrii Anandamurtiego dostępnej w książkach "Discourses on Tantra volume 1 and 2". "Tantra" oznacza wyzwolenie się z ciemności, gdzie "tan" oznacza ciemność a "tra" wyzwolenie. Tantra rozumiana popularnie na zachodzie jako praktyki seksualne nie ma nic wspólnego z tantrycznymi tradycjami Ananda Margi. Sarkar w swojej książce o Śiwie ("Namah Shivaya Shantaya" oraz w "Discourses on Tantra volume 1" wyjaśniając praktyki Panćamakary popularnie znane jako "5 M", wyjaśnia jednocześnie różnicę pomiędzy lewym, prymitywnym odgałęzieniem ścieżki tantrycznej oraz jej subtelną prawą odnogą. Praktykujący jogę tantry Ananda Margi postrzegają umysł jako "schwytaną w potrzask małpę" która usiłuje się uwolnić i uciec z klatki. Ścieżka tantry to ścieżka dla odważnych, ponieważ wymaga od praktykującego przestrzegania ścisłych zasad zgodnych z jego praktyką duchową. W tej tantrycznej tradycji główną praktyka jest medytacja. Poprzez medytację praktykujący stara się pokonać swoje słabości i wady. Dzięki codziennej medytacji praktykujący zmierza się z najgłębszymi tajemnicami swojego umysłu. Aby móc iść w praktyce duchowej do przodu, musi zmierzyć się i pokonać wszystko, cokolwiek w głębi siebie odkryje. Wielu ludzi unika tej ścieżki tantry, ponieważ myślą, że jest ona zbyt trudna.
Podstawą praktyk Ananda Margi jest zestaw zasad nazywanych "Szesnastoma Punktami." Tych "Szesnaście Punktów" prowadzi praktykującego na ścieżce duchowej zarówno na płaszczyźnie indywidualnej jak i społecznej.

### Medytacja
W tradycji tantrycznej Ananda Margi aspirant duchowy nazywany jest sadhaka a praktyka, którą wykonuje to sadhana. Sadhana to słowo sanskryckie wywodzące się od rdzenia "sadh" - "wypełnić". Sadhana oznacza wysiłek, poprzez który dana osoba staje się jednostką całkowicie zrealizowaną.
W tradycji tantrycznej wyjątkową rolę odgrywa mistrz duchowy - guru. Guru, czyli "ten, który rozprasza ciemności" prowadzi swoich uczniów po cienkiej niczym ostrze brzytwy ścieżce, na którą wstępuje się stając się aspirantem duchowym. Uważa się, że na ścieżce tantrycznej to nie uczeń znajduje nauczyciela, lecz odwrotnie- nauczyciel wybiera ucznia.
Gdy ktoś decyduje się wstąpić na tę ścieżkę, zostaje inicjowany w praktykę medytacji przez wykwalifikowanego nauczyciela - aćarję. Aćarją najczęściej jest mnich lub mniszka, lecz w Ananda Mardze jest kilku aćarjów wiodących życie rodzinne.
Podczas inicjacji aspirant przyrzeka praktykować medytację a następnie zostaje mu przekazana wiedza o tej technice. Wymaga się od aspiranta, aby zachował tę wiedzę tylko dla siebie.
Anandamurti nauczał wielu systemów medytacji takich jak Pra'rambhika Joga, Sa'dharana Joga, sahaźa joga i Vishesha joga. Ponadto wielu mnichów nauczył techniki medytacji zwanej Kapalika. Jego system nauk jogi nosi miano Jogi Rajadhira'ja, Jogi Tantry lub po prosty jogi Ananda Marga. Podstawowy system jogi Ananda Margi to sahadźa joga - czyli "łatwa joga." Łatwa w tym sensie, że praktykować ją może każdy. Sahaja Joga to sześć technik medytacyjnych nazywanych lekcjami. Lekcji tych uczy się w odpowiedniej kolejności i nie istnieje jakiś określony system mówiący, kiedy można się kolejnej lekcji nauczyć. Raczej zależy to od stopnia zainteresowania i zaangażowania ucznia. Dlatego wiele osób uczy się wszystkich sześciu lekcji w ciągu roku czy dwóch a innym zajmuje to nawet 20 lat. Wyższe lekcje medytacji w Ananda Mardze są nauczane niezwykle rzadko i niewiele osób potrafi je praktykować.

### Joga i ćwiczenia fizyczne
Fizyczne ćwiczenia w systemie Ananda Marga to asany, mudry, bandhy, pranajama, auto-masaż i dwa specyficzne tańce - kaoshiki i tandawa. Satwiczna dieta oraz posty to także nierozdzielna część jogicznych praktyk stylu jogi Ananda Margi.

#### Asany hathajogi
W systemie jogi Ananda Margi uczy się 42 pozycji jogi - asan, które zostały dobrane przez P.R. Sarkara z powodu potencjalnych korzyści dla ciała i umysłu. Niektóre spośród pozycji klasycznej jogi zostały wykluczone jako potencjalnie niebezpieczne dla zdrowia/psychiki z uwagi na fakt, że struktura fizyczna i psychiczna współczesnego człowieka stała się bardziej subtelna i wrażliwa, niż była w czasie powstawania zbioru klasycznych asan. Przykładem asany usuniętej z nauczania, jako niosącej niebezpieczeństwo urazu, jest sirsasana (stanie na głowie).
Każdy praktykujący otrzymuje zestaw ćwiczeń indywidualnie dobranych do jego osobowości oraz warunków fizycznych (ewentualnie dolegliwości) przez przeszkolonego nauczyciela.  Według zaleceń systemu Ananda Margii na ogół ćwiczenia te wykonywać należy przynajmniej raz dziennie, najlepiej dwukrotnie w ciągu dnia - rano i wieczorem.  Po nich wykonuje się masaż całego ciała oraz relaksację.

#### Kaoshiki
Kaoshiki to taniec wykonywany przez wszystkich uczniów i składa się z 18 mudr, z których każda ma specjalne znaczenie. Taniec ten to ćwiczenie zarówno fizyczne, jak i duchowe. Duchowa ideacja tego tańca to nawiązanie bliskości ze świętością. Na płaszczyźnie fizycznej ma on regulować i wzmacniać system nerwowy oraz wydzielania dokrewnego.

#### Tandawa
Jest to bardzo energiczny taniec z czasów Śiwy i kosmicznego tancerza Nataradźa. Nazwa "tandawa" wywodzi się z sanskryckiego słowa "tandu", które oznacza "skakać." taniec ten wykonywać powinni jedynie mężczyźni, ponieważ powoduje on wydzielanie się testosteronu. Wykonuje się go, aby wzmocnić ciało oraz pozbyć się wszelkich lęków, nawet strachu przed śmiercią - zatem taniec ten także ma swą ideację. Tancerz rozpoczyna z rozpostartymi ramionami. Lewa dłoń jest otwarta, prawa zaciśnięta w pięść. Wyobraża sobie, że w lewej ręce trzyma węża - symbol śmierci, a w prawej nóż - symbol walki ze strachem. taniec zaczyna się od energicznego podskoku i lądowania z ugiętymi kolanami. Następują kolejne podskoki, w których na przemian podnosi się lewą i prawą nogę. Taniec kończy się wysokim podskokiem.

## Działalność
Jednak jest to tylko jeden z wielu aspektów Ananda Margi. Jej założyciel napisał wiele książek o różnorodnej tematyce, począwszy od jogi i tantry, poprzez psychologię, ekonomię, filologię, muzykę, astrologię a skończywszy na pseudonaukowej teorii mikrowitów.
Przedstawił również socjo-ekonomiczną teorię PROUT (Progressive Utilization Therory), która zakłada, iż dopóki nie stworzy się wszystkim ludziom na całej planecie jednakowo korzystnych warunków, nie będziemy w stanie w pełni wykorzystać ani potencjału naszej Ziemi, ani ludzkości jako takiej.
Wizja Ananda Margi to świat sprawiedliwy, kierujący się uniwersalizmem, bez dzielących ludzkie społeczeństwa „–izmów”. Propaguje ona dietę wegetariańską oraz zdrowy tryb życia. Oprócz nauczania praktyk jogi, które rozwijają zarówno ciało, jak i umysł, działalność Ananda Margi oparta jest głównie na niesieniu pomocy potrzebującym. Ananda Marga prowadzi na całym świecie szkoły, sierocińce, ekologiczne gospodarstwa. Jedna z jej organizacji satelitarnych – AMURT (AM Universal Relief Team) założona została w 1965 roku, aby służyć pomocą wszystkim, którzy tego potrzebują. Działa ona wszędzie tam, gdzie przyroda zagraża życiu ludzi. Pracują dla niej wolontariusze z całego świata.

## Kontrowersje
Ze względu na swoje poglądy Ananda Marga ma dzisiaj swoich zwolenników w każdym zakątku ziemi. Nie brak jej jednak także przeciwników. Poglądy P.R. Sarkara uderzają w indyjski system kastowy. Są także dosyć rewolucyjne w porównaniu z kapitalizmem i komunizmem. Podczas jego uwięzienia na znak protestu kilku członków Ananda Margi dokonało samospalenia. Ukazały się także w latach 70. publikacje, które kreowały wizerunek organizacji jako terrorystycznej, na przykład sugerujące podłożenie bomby w hotelu Hilton, Australia. Oskarżeni o to członkowie Ananda Margi zostali po siedmiu latach uniewinnieni. Dzisiaj mówi się, że była to prowokacja mająca na celu utrzymanie przy życiu rozwiązanej 15 lat później specjalnej jednostki policji australijskiej). Są to jednak dyskusyjne wydarzenia, których nie potrafiono w sposób jednoznaczny z Ananda Margą powiązać.